# Der Kreidekreis (Klabund)
Der Kreidekreis ist ein Märchenspiel von Klabund. Die Uraufführung fand am 2. Januar 1925 im Stadttheater in Meißen statt, in der Carola Neher, Klabunds spätere Ehefrau, die Rolle der Hai-tang spielte. Am Tag darauf fand die Premiere in Frankfurt a. M. und am 20. Oktober 1925 am Deutschen Theater Berlin statt mit Elisabeth Bergner als Hai-tang.

## Handlung
Das Stück spielt zu Zeiten irgendeines chinesischen Kaiserreichs:
Der Steuerpächter Ma hat den Seidenraupenzüchter Tschang durch seine unerbittlichen Forderungen in den Tod getrieben. Die Familie Tschang ist ruiniert, und so verkauft die Mutter ihre schöne Tochter Hai-tang in ein Freudenhaus. Dort verliebt sich der Prinz Pao in die schöne Hai-tang und will sie auskaufen, doch er wird von Ma überboten, der sich Hai-tang zur Zweitfrau nimmt. Als sie ein Kind zur Welt bringt, wird die kinderlose Erstfrau Yü-pei eifersüchtig und fürchtet, von ihrem Mann verlassen zu werden und alles zu verlieren. Sie vergiftet Ma kurzerhand und gibt sich als die wahre Mutter des Kindes aus. Den Mord an ihrem Gatten hängt sie der wehrlosen Hai-tang an, die vom korrupten Richter Tschu-Tschu zum Tode verurteilt wird. Auch Hai-tangs Bruder, der gerechte Tschang-ling, wird wegen umstürzlerischer Umtriebe verurteilt.
Doch da wendet sich das Schicksal: Prinz Pao ist mittlerweile Kaiser geworden und will das Reich reformieren. Er ruft alle zum Tode Verurteilten und deren Richter in die Hauptstadt. Vor dem Kaiser wird der Fall Hai-tangs neu verhandelt. Pao lässt einen Kreidekreis auf den Boden zeichnen, und die beiden Frauen sollen das Kind aus dem Kreis ziehen. Yü-pei reißt das Kind brutal zu sich, Hai-tang hingegen lässt es fahren, um ihm nicht weh zu tun. Da erkennt der Kaiser, wer die wahre Mutter ist (vgl. salomonisches Urteil). Auch der Gattenmord kann aufgeklärt werden. Yü-pei und der korrupte Richter Tschu-Tschu sollen von Hai-tang verurteilt werden, doch die lässt die beiden frei. Wer kann andere richten, wenn er doch selbst nicht ohne Schuld ist.
Schließlich gesteht der Kaiser, dass er sie damals in ihrer ersten Nacht in Mas Haus besucht und beglückt hat, als Hai-tang noch getrennt von Ma schlief. Sie selbst hatte immer geglaubt, diese Liebesnacht nur geträumt zu haben. Das Kind, so stellt sich heraus, ist des Kaisers Sohn, und Hai-tang wird Paos Frau und Kaiserin.

## Rezeption
Das Stück kam beim Publikum außerordentlich gut an. 40 Bühnen wollten den Kreidekreis aufführen. Für Klabund war das Stück ein erster großer Erfolg als Dramatiker, v. a. auch in finanzieller Hinsicht.
Der berühmte Theaterkritiker Alfred Kerr fand für die Berliner Premiere des Kreidekreises von Klabund, seines Schützlings, spöttische Worte:
„Hübße Trauer, tindlicher Schmerz und Fremdreiz um die süße-süße-süße Destalt der armen tleinen Hai-tang, die zuletzt belohnt, aber vorher kardätscht wird. (…) Alles arglos: so umsungen-umklungen; umtöntumsehnt… und am Sluß versöhnt. (…) Bei Klabund wird alles märchensüßer. Der König (…) ist jener Prinz, der Hai-tang im Freudenhaus besucht hat, ihn den ersten, nicht ohne Folgen gebliebenen, Schmatz geraubt hat: das Kindchen war von – ihm. Sie kommt auf den Thron als seine Tönisin.“
Zweimal wurde das Stück als Oper vertont: von Alexander von Zemlinsky (Uraufführung 1933 in Zürich) und von Rudolf Mors (Uraufführung 1983 in Bielefeld). Bertolt Brecht verwendete es als Vorlage für sein Stück vom kaukasischen Kreidekreis.

## Ausgaben
- Klabund: „Werke in acht Bänden“. In Zusammenarbeit mit Ralf Georg Bogner, Joachim Grage und Julian Paulus, herausgegeben von Christian v. Zimmermann. Heidelberg: Elfenbein Verlag, 1999–2003. ISBN 978-3-932245-20-6. Band 6: „Dramen und Bearbeitungen“. 2 Bände, ISBN 978-3-932245-16-9
- Klabund: Sämtliche Werke. Amsterdam u. a.: Rodopi u. a. 1998 ff.

## Sekundärliteratur
- Kerr, Alfred: „So liegt der Fall – Theaterkritiken 1919–1933 und im Exil“. Günther Rühle (Hrsg.). Frankfurt am Main: S. Fischer, 2001.

Zu Klabund und Carola Neher
- Tita Gaehme: Dem Traum folgen: das Leben der Schauspielerin Carola Neher und ihre Liebe zu Klabund. Köln: Dittrich 1996.
- Guido von Kaulla: „Und verbrenn' in seinem Herzen“. Die Schauspielerin Carola Neher und Klabund. Freiburg im Br. 1984.
- Matthias Wegner: Klabund und Carola Neher. Eine Geschichte auf Liebe und Tod. Reinbek 1998.